# Hãn quốc Rus'
Hãn quốc Rus' là tên được áp dụng bởi một số nhà sử học hiện đại đề cập đến một chính thể mặc nhiên được công nhận tồn tại trong một thời gian ngắn được ghi chép trong lịch sử của Đông Âu, khoảng cuối 8 và đầu đến giữa thế kỷ 9.
Có ý kiến cho rằng hãn quốc Rus' là một nhà nước, hoặc một cụm thành bang, được thành lập bởi một dân tộc được gọi là người Rus', được mô tả trong tất cả các nguồn sử liệu hiện đại như là Norsemen, ở khu vực mà ngày nay là phân lãnh thổ Nga châu Âu, như một thực thể tiền nhiệm của triều đại Rurik và Rus' Kiev. Dân số của khu vực vào thời điểm đó bao gồm các dân tộc Baltic, người Slav, người Finnic, người Turk, người Hungary và người Norse. Khu vực này cũng là nơi hoạt động của người dân Varang, các nhà thám hiểm, thương gia và hải tặc miền đông Scandinavia.
Trong các nguồn tương đương hiếm hoi, lãnh đạo hoặc các lãnh đạo của người Rus vào thời điểm này được nhắc đến bởi tước hiệu tiếng Turkic cổ khả hãn, do đó tên gọi "hãn quốc" được đề xuất để chỉ chế độ chính trị của họ.
Giai đoạn này được cho là thời điểm hình thành nguồn gốc của một dân tộc Rus riêng biệt, mà sau này đã nâng lên thành Rus' Kiev, quốc gia và triều đại phong kiến lịch sử của các nước Nga, Belarus, và Ukraina hiện nay.